# Mirów (Silésie)
Pour les articles homonymes, voir Mirów.
Mirów est une localité polonaise de la gmina de Niegowa, située dans le powiat de Myszków en voïvodie de Silésie. Il se trouve à environ 5 kilomètres au sud de Niegowa, 12 km à l'est de Myszków, et 53 km au nord-est de la capitale régionale Katowice.
Elle est surtout connue pour les ruines du château de Mirów du XIVe siècle, qui fait partie d'une chaîne défensive de châteaux médiévaux construits le long du Jura polonais (Jura Krakowsko-Częstochowska). Au sud de Mirów, on trouve les montagnes Beskides, dont les Beskides de Silésie et de Żywiec.